# Хипхопера: Орфей & Эвридика
Хипхопера: Орфей & Эвридика (стилізовано: Хипхопера: θΡΦΣί & ЭΒΡιΔιΚΑ) — восьмий студійний альбом російського виконавця Noize MC, представлений 31 травня 2018 року. Концепція платівки базується на адаптації древньогрецького міфу про Орфея і Еврідіку в умовах сучасного шоу-бізнесу.

## Історія створення
Як відправна точка для цієї роботи була взята однойменна радянська рок-опера, проте практично весь матеріал було створено заново. Хіпхопера вперше була представлена у 2016 році на сцені концертного майданчика «Тесла» у Москві, після чого протягом двох років проводилась робота над її студійною версією. Постановкою займався Юрій Квятковский, один із авторів першої російської хіпхопери «Копы в огне». Багато треків були перероблені і переосмислені, від декількох Noize MC відмовився взагалі, а деякі були добавлені. Також відбулись зміни у складі виконавців.
27 квітня 2018 року відбувся реліз музичного відео на пісню «Голос & струны», яку Noize MC назвав «маніфестом, що озвучує основні принципи головного героя, його мотиви та моральні орієнтири». 11 травня пісня вперше прозвучала на радіостанції «Наше Радио» в рамках хіт-параду «Чартова дюжина», де протрималась близько 5 місяців та досягла першого місця, а також стала фаворитом у підсумковому чарті того ж року. 30 травня було представлено відео на пісню «Без нас».

## Список пісень
| #   | Назва                                              | Виконавець                                          | Тривалість |
| --- | -------------------------------------------------- | --------------------------------------------------- | ---------- |
| 1.  | «Голос & струны» (Орфей)                           | Noize MC                                            | 3:03       |
| 2.  | «С нами» (Орфей і Еврідіка)                        | Noize MC, Leila                                     | 3:17       |
| 3.  | «Фанфары Эллады Ч. 1» (Немезіда Пафос)             | Лариса Кокоєва                                      | 1:12       |
| 4.  | «Кто тот герой?» (Фортуна і Прометей)              | RE-pac, Анастасія Александріна                      | 2:45       |
| 5.  | «Вряд ли боги соблаговолят нам» (Орфей і Еврідіка) | Noize MC, Leila                                     | 3:39       |
| 6.  | «На вершине — мало места» (Харон)                  | Maestro A-Sid                                       | 2:53       |
| 7.  | «Спартак vs. Прометей»                             | ST, Анастасія Александріна                          | 1:40       |
| 8.  | «Прометей vs. Спартак»                             | RE-pac, Анастасія Александріна                      | 1:25       |
| 9.  | «Нарцис vs. Орфей»                                 | Noize MC, Тимур Родрігез, Анастасія Александріна    | 1:43       |
| 10. | «Орфей vs. Нарцис»                                 | Noize MC, Анастасія Александріна                    | 1:59       |
| 11. | «Прометей vs. Орфей»                               | Noize MC, RE-pac, Олег Груз, Анастасія Александріна | 2:17       |
| 12. | «Орфей vs. Прометей»                               | Noize MC, Олег Груз, Анастасія Александріна         | 3:30       |
| 13. | «Подписание контракта» (Аїд, Орфей, Фортуна)       | Noize MC, Олег Груз, Анастасія Александріна         | 2:40       |
| 14. | «Романс» (Орфей і Еврідіка)                        | Noize MC, Leila                                     | 3:43       |
| 15. | «Камера, мотор!» (Аїд, Орфей, Фортуна)             | Noize MC, Олег Груз, Анастасія Александріна         | 3:57       |
| 16. | «В конце альбома» (Еврідіка)                       | Leila                                               | 2:05       |
| 17. | «Мастер слов и мелодий» (Репрезент Орфея)          | Noize MC                                            | 2:49       |
| 18. | «Не тот» (Еврідіка)                                | Leila                                               | 2:46       |
| 19. | «Мелкие черепки» (Орфей і Еврідіка)                | Noize MC, Leila                                     | 2:26       |
| 20. | «Соблазн» (Фортуна і Орфей)                        | Noize MC, Анастасія Александріна                    | 3:20       |
| 21. | «Всё это — лишнее» (Еврідіка)                      | Leila                                               | 3:30       |
| 22. | «1000 москитов» (Харон і Орфей)                    | Noize MC, Maestro A-Sid                             | 0:54       |
| 23. | «Фанфары Эллады Ч. 2» (Немезіда Пафос)             | Лариса Кокоєва                                      | 0:48       |
| 24. | «Разрыв контракта» (Аїд і Орфей)                   | Noize MC, Олег Груз                                 | 2:04       |
| 25. | «Кто кого?» (Харон)                                | Maestro A-Sid                                       | 1:57       |
| 26. | «Иллюзии, сны, миражи» (Харон і Орфей)             | Noize MC, Maestro A-Sid                             | 4:33       |
| 27. | «Мантра» (Орфей)                                   | Noize MC                                            | 4:23       |
| 28. | «Кошмар Эвридики» (Еврідіка, Морфей, Орфей)        | Noize MC, Leila                                     | 4:27       |
| 29. | «Фанфары Эллады Ч. 3» (Немезіда Пафос)             | Лариса Кокоєва                                      | 1:51       |
| 30. | «Без нас» (Орфей і Еврідіка)                       | Noize MC, Leila                                     | 4:54       |